# Juan Branco

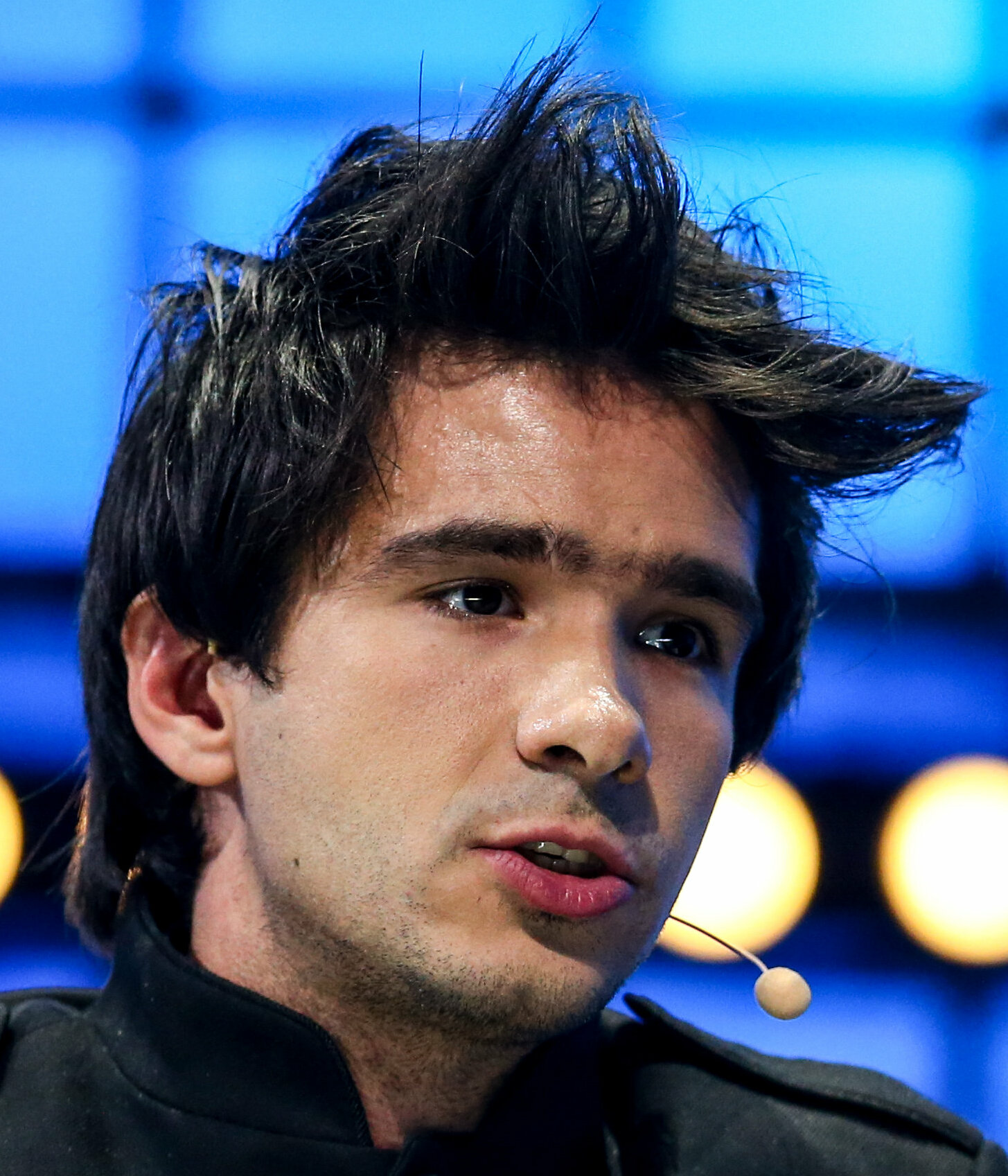
Juan Branco, 2019

Juan Branco (* 26. August 1989 in Estepona, Provinz Málaga, Spanien) ist ein französisch-spanischer Rechtsanwalt und politischer Aktivist.

## Leben
Juan Branco, Sohn des Filmproduzenten Paulo Branco und der Psychoanalytikerin Dolores López, wuchs in einem wohlhabenden Umfeld im Viertel Saint-Germain-des-Prés auf. Im Jahr 2010 wurde er als französischer Staatsbürger eingebürgert. Branco hat drei Geschwister und lebt heute im 6. Arrondissement.
Nach dem Besuch öffentlicher Schulen in Paris besuchte er die Privatschule École Alsacienne. Er schloss sein Studium am Institut d’études politiques de Paris und anschließend an der École normale supérieure in Jura und Philosophie ab. 2015 schloss er sich dem juristischen Team von Wikileaks und Julian Assange an.
Er ist Mitglied der Pariser Anwaltskammer, Autor mehrerer Bücher über internationales Recht und Urheberrecht, Senior Research Fellow am Max-Planck-Institut für internationales Verfahrensrecht, Dozent an der Yale University, Gastwissenschaftler an der Universität La Sapienza (Rom) und der Yale Law School sowie Dozent an der Universität Paris 1 Pantheon. 2007 trat er dem Institut d’études politiques de Paris bei.
2009 wurde er in die Abteilung für Literatur und Sprache (LILA) der École Normale Supérieure (ENS) aufgenommen, wo er 2013 seinen Abschluss machte. Gleichzeitig studierte er an der Universität Sorbonne (Paris-IV) und Panthéon-Sorbonne (Paris-I), wo er einen Master-Abschluss in moderner Literatur (2011) und mehrere Master-Abschlüsse in politischer Philosophie (2012) und Geopolitik (2013) erwarb. Branco studierte auch an der Yale University, wo er für das Yale Journal of International Law tätig war.
Im Jahr 2012 war er strategischer Assistent des Außenministers Laurent Fabius. Im selben Jahr wurde er zum Berater von François Hollande während dessen Kampagne für die französischen Präsidentschaftswahlen 2012 ernannt und war sechs Monate lang der erste Berater von Aurélie Filippetti.
2013 begann Branco seine Dissertation in internationalem Völkerrecht und Rechtsphilosophie unter der Leitung des Rechtshistorikers Jean-Louis Halpérin. Er promovierte 2014 mit Auszeichnung in Rechtswissenschaften und Philosophie von der École Normale Supérieure de Paris. 2015 wurde er mit einem der Dissertationspreise des Institut universitaire de Varenne – dem Louis-Joinet-Preis – in der Kategorie Justice pénale internationale für seine Forschung über den Internationalen Strafgerichtshof ausgezeichnet. Anschließend wurde er von der Max-Planck-Gesellschaft als Senior Research Fellow eingestellt.
Parallel zu seinem Studium arbeitete Juan Branco von 2010 bis 2016 als externer Mitarbeiter des Ministers und ministerieller Verbindungsbeamter für den Generalstaatsanwalt des Internationalen Strafgerichtshofs und gehörte 2015 zu dem Anwaltsteam, das WikiLeaks und Julian Assange unter der Leitung des spanischen Richters Baltasar Garzón verteidigte. Zu dieser Zeit arbeitete er ebenfalls im Büro des französischen Außenministers.
Im November 2016 wurde in Le Monde diplomatique ein Artikel über die monatelange Untersuchung seiner journalistischen Arbeit als Kriegsreporter im Bürgerkrieg in Nord-Kivu in der Demokratischen Republik Kongo im Kontext des Korruptionsfalls des französischen Staatsatomkonzern AREVA veröffentlicht.
Im Jahr 2016 forschte er am Max-Planck-Institut in Luxemburg. 2017 kandidierte er erfolglos (13,94 %) für die Partei La France Insoumise bei den Parlamentswahlen im Département Seine-Saint-Denis (93. Wahlkreis).
2020 startete Branco eine Enthüllungsplattform namens Aurores.

## Positionen zur Migrationspolitik
Branco reicht zusammen mit dem Rechtsanwalt Omer Shatz und in Zusammenarbeit mit mehreren Studenten im Juni 2019 beim Internationalen Strafgerichtshof in Den Haag ein 250-seitiges Gerichtsdokument über die europäische Migrationspolitik ein, in dem sie die führenden europäischen Regierungen der Verbrechen gegen die Menschlichkeit beschuldigten. Mit dem Dokument soll nachgewiesen werden, dass es zwischen 2014 und 2019 einen systematischen Angriff auf Flüchtlinge im Mittelmeer gab, der zum Ertrinken von Tausenden Menschen führte. Dem Dokument zufolge war das erste Verbrechen die Entscheidung, die Seenotrettungsaktion Mare Nostrum im Jahr 2014 einzustellen.
In einem Artikel auf Zeit Online wird berichtet, dass EU-Länder der libyschen Küstenwache Geld, Schiffe und Ausbildung für lose organisierte Kräfte angeboten haben, die Verbindungen zu mehreren Fraktionen der libyschen Miliz haben sollen. Die EU hat wiederholt eingeräumt, dass die Behandlung von Migranten in Libyen Anlass zur Sorge gibt. Sie wolle jedoch nicht aufhören, die libysche Küstenwache zu unterstützen. Branco und Shatz zitieren EU-Dokumente und Erklärungen des französischen Präsidenten Emmanuel Macron, der deutschen Bundeskanzlerin Angela Merkel und anderer führender Politiker. Dieses Thema wurde auch in anderen Artikeln behandelt, so zum Beispiel von der Journalistin Romy Straßenburg in der deutschen Wochenzeitung Der Freitag.
2017 sprach der Botschafter in Niger in einem Bericht an Merkel von „konzentrationslagerähnlichen Bedingungen“ in libyschen Gefangenenlagern. Am 5. Februar 2021 trat der Anwalt in einer Videokonferenz im ZDF Magazin Royale von Jan Böhmermann zum Thema Frontex-Akten unter dem Titel: „Die geheimen Daten von Frontex und der Waffenindustrie“ auf. In dieser Sendung wurden Böhmermanns Recherchen zu den Ermittlungen der europäischen Grenzschutzagentur Frontex beleuchtet und die Frontex Files veröffentlicht.
Anfang Juni 2019 verklagte Branco zusammen mit seinem Kollegen Omer Shatz die Europäische Union auf Verbrechen gegen die Menschlichkeit vor dem Internationalen Strafgerichtshof in Den Haag wegen ihrer Migrationspolitik und indirekt wegen ihrer Zusammenarbeit mit der libyschen Küstenwache.

## Aktivismus

### Gesetz zur Förderung der Verbreitung und des Schutzes von Werken im Internet
Während der Debatten über das Gesetz zur Förderung der Verbreitung und des Schutzes von Werken im Internet, bekannt als HADOPI, benannt nach der Institution, die daraus hervorgehen sollte (la Haute Autorité pour la diffusion des œuvres et la protection des droits sur internet), wurde Juan Branco zu einem der Verfechter der digitalen Rechte in der französischen Gesellschaft. Im April 2009 verfasste er einen Brief, der von rund fünfzig Persönlichkeiten aus der französischen Filmindustrie unterstützt wurde, darunter Catherine Deneuve, Chantal Akerman und Christophe Honoré. Juan Branco war einer der Hauptakteure des Widerstands gegen dieses Gesetz und engagiert sich in der Vereinigung zur Verteidigung der öffentlichen Rechte und Freiheiten im Internet, La Quadrature du Net.

### Partido X
Im Jahr 2014 beteiligte er sich an der Bewegung mouvement des Indignés und beriet die Partido X während des Europawahlkampfs 2014 in Spanien.

### Julian Assange
Während der Spionage-Enthüllungen im Jahr 2015 vertrat er Julian Assange und Wikileaks in Frankreich als Rechtsberater. Er steht in Kontakt mit den französischen Behörden, um zu versuchen, Assange Asyl in Frankreich zu verschaffen.

### Politisches System in Frankreich
In einem Interview mit der Journalistin Aude Lancelin im Juli 2017 wirft er, was den Präsidenten der Republik betrifft, einen Blick auf „die autoritäre Tendenz“, die sich aus den Bedingungen des Amtsantritts von Emmanuel Macron resultieren. Er unterstreicht das wahrscheinliche Risiko einer größeren politischen Spaltung und einer Zunahme der politischen Gewalt im Lande.

### Crépuscule
2019 veröffentlichte er das Pamphlet Crépuscule (frz. Abenddämmerung). Er darin analysiert er den Aufstieg Emmanuel Macrons zum Präsidenten und beschreibt seine Verbindungen zu großen Vermögen, die Aktionäre in den großen Medienhäuser sind und greift diesen Teil der Pariser Elite scharf an. Er beschreibt die Macronie als „eine neue Variante des Faschismus“ und ruft zum sozialen Aufstand auf. Das Buch war ein Erfolg, insbesondere innerhalb der Gelbwestenbewegung. Branco publizierte seinen Text im Internet, zunächst auf seinem Blog bei Le Monde, später beim Verlag Au Diable Vauvert; danach blieb der Text auch weiterhin unentgeltlich erhältlich im Netz. Auch im Ausland wurde das Buch veröffentlicht, unter anderem in Spanien, Belgien und der Schweiz. Am 5. Januar 2019 war er vor Ort, als Macrons Vertrauter und Sekretär für Finanzen und Wirtschaft, Benjamin Griveaux, die Tür seines Ministeriums durch einen von Gelbwesten durchgeführten Gabelstaplerangriff verlor. Im Februar 2019 erklärte er in einem Interview über Macronie: „Sie sind nicht korrupt, sie sind Korruption“.
Der Text wurde kritisch besprochen. So spricht Antoine Hasday vom Slate-Magazin davon, Branco zeige zwar einige interessante Aspekte auf, eine Reihe seiner Behauptungen seien aber nicht überprüfbar oder sogar falsch. Richard Werly von der Schweizer Tageszeitung Le Temps attestiert dem Werk einerseits, dass es „wegen seiner Anklage gegen Freundschaftsbande, die die Republik benutzen, um sich selbst zu bedienen, sich selbst zu fördern und den eigenen Leuten Beine zu machen, anstatt sie zu schützen, gehört werden sollte“. Andererseits bezeichnet er es als „oftmals aufgebläht, übertrieben oder sogar irreführend.“

### Gelbwesten
Er solidarisierte sich mit Teilnehmern der Gelbwestenbewegung, die sich später der Verfolgung und Prozessen ausgesetzt sahen. Er arbeitet weiterhin ehrenamtlich für sie.

### Den Feind schlagen
Den Feind schlagen ist das einzige auf Deutsch veröffentlichte Werk Brancos. Branco stellt dabei die grundlegenden Verwerfungen der französischen Politik an den Pranger, fordert einen Paradigmenwechsel und eine Revolution, die den herrschenden Klüngel niederstrecke.

### Konflikte im Rahmen der Präsidentschaftswahl 2024 im Senegal
Seit 2023 ist Juan Branco Anwalt des senegalesischen Oppositionsführers und Kandidaten für die nächsten Präsidentschaftswahlen, Ousmane Sonko. Branco stellte beim Internationalen Strafgerichtshof (IStGH) in Den Haag einen Ermittlungsantrag gegen den senegalesischen Präsidenten Macky Sall wegen Verbrechen gegen die Menschlichkeit.

## Rezeption
Im Mai 2015 wurde seine erzählerische Kritik des Prozesses gegen die französischen Vorstadtunruhen von 2005 für die Leinwand adaptiert.
Die Journalistin und Autorin Mariel Primois Bizot geht in ihrem Buch Signé Branco so weit, ihn als „Le Paradox de Branco“ zu beschreiben, und sieht darin ein großes Studien- und Forschungsthema für Medienkritiker und Analytiker der Meinungsfreiheit.

## Veröffentlichungen
- Réponses à Hadopi, suivi d'un entretien avec Jean-Luc Godard, Paris, Capricci, 2011.
- De l'affaire Katanga au contrat social global : un regard sur la Cour pénale internationale, Paris, Institut universitaire Varenne, 2015.
- L'Ordre et le Monde : critique de la Cour pénale internationale, Paris, Fayard, 2016.
- D'après une image de Daesh, Paris, Éditions Lignes, 2017.
- Contre Macron, Paris, Éditions Divergences, 2019.
- Crépuscule, Paris, Au diable vauvert, 2019.
- Assange - l'antisouverain, Paris, Éditions du Cerf, 2020.
- La République ne vous appartient pas : Discours à polytechnique, Paris, Au diable vauvert, 2020.
- Abattre l'ennemi, Edition Michel Lafon, 2021.
  - Den Feind schlagen, Turia und Kant, 2022, ISBN 978-3-98514-051-0.
- Treize pillards, Paris, Au diable vauvert, 2022.
- Luttes, Edition Michel Lafon, 2022.
- Coup d'Etat, Au diable vauvert, März 2023
- Hanouna, Au diable vauvert, Juni 2023